# Даш-Зиря
Даш-Зиря (азерб. Daş Zirə adası) — острів у Каспійському морі поблизу південно-східного узбережжя Азербайджану, Апшеронського півострова. Є одним з островів Бакинського архіпелагу.

## Назва
У XVII столітті російські козаки, які з'явились у цій місцевості змінили автохтонні назви на російські. Щоправда острову Даш-Зиря дали німецьку назву Вольф. Це пов'язано з бажанням російського імператора Петра I — після російсько-шведської війни вони нагадали йому аналогічні по формі Ревельські острови у Фінській затоці. Вульф німецькою означає «вовк, вовчий острів»